# Кодимська центральна районна бібліотека
Кодимська центральна районна бібліотека (Кодимська ЦРБ) - центральна публічна бібліотека і методичний центр публічних бібліотек Кодимського району Одеської області. Заснована у 1937 році. Знаходиться за адресою місто Кодима, площа Перемоги, 4 (у приміщенні Кодимського районного Будинку культури ім. Т. Г. Шевченка). 

## Відділи
Роботу головної бібліотеки Кодимського району сьогодні забезпечують:
- Методико-бібліографічний відділ, який є методичним центром для бібліотек Кодимської ЦБС (централізованої бібліотечної системи, до якої входять усі публічні бібліотеки Кодимського району). Тут для фахівців організовуються семінари, проводяться наради, надаються консультації і методична допомога та ін.

- Відділ комплектування і обробки літератури, у якому обробляється і розподіляється уся нова література, яка надходить до бібліотек Кодимської ЦБС. Працівники цього відділу ведуть облік книжкового фонду всієї системи. Отримати довідку про наявність тієї чи іншої книги у бібліотеках Кодимської ЦБС можна у цьому відділі.

- Відділ використання єдиного фонду, який обслуговує читачів бібліотеки літературою із фондів ЦБС через міжбібліотечний абонемент. Він забезпечує виконання запитів на книги у встановлений термін і контролює їх своєчасне повернення, інформує читачів про нові надходження літератури. Відділ користується великою популярністю і серед працівників Кодимської ЦБС, і серед багатьох читачів.

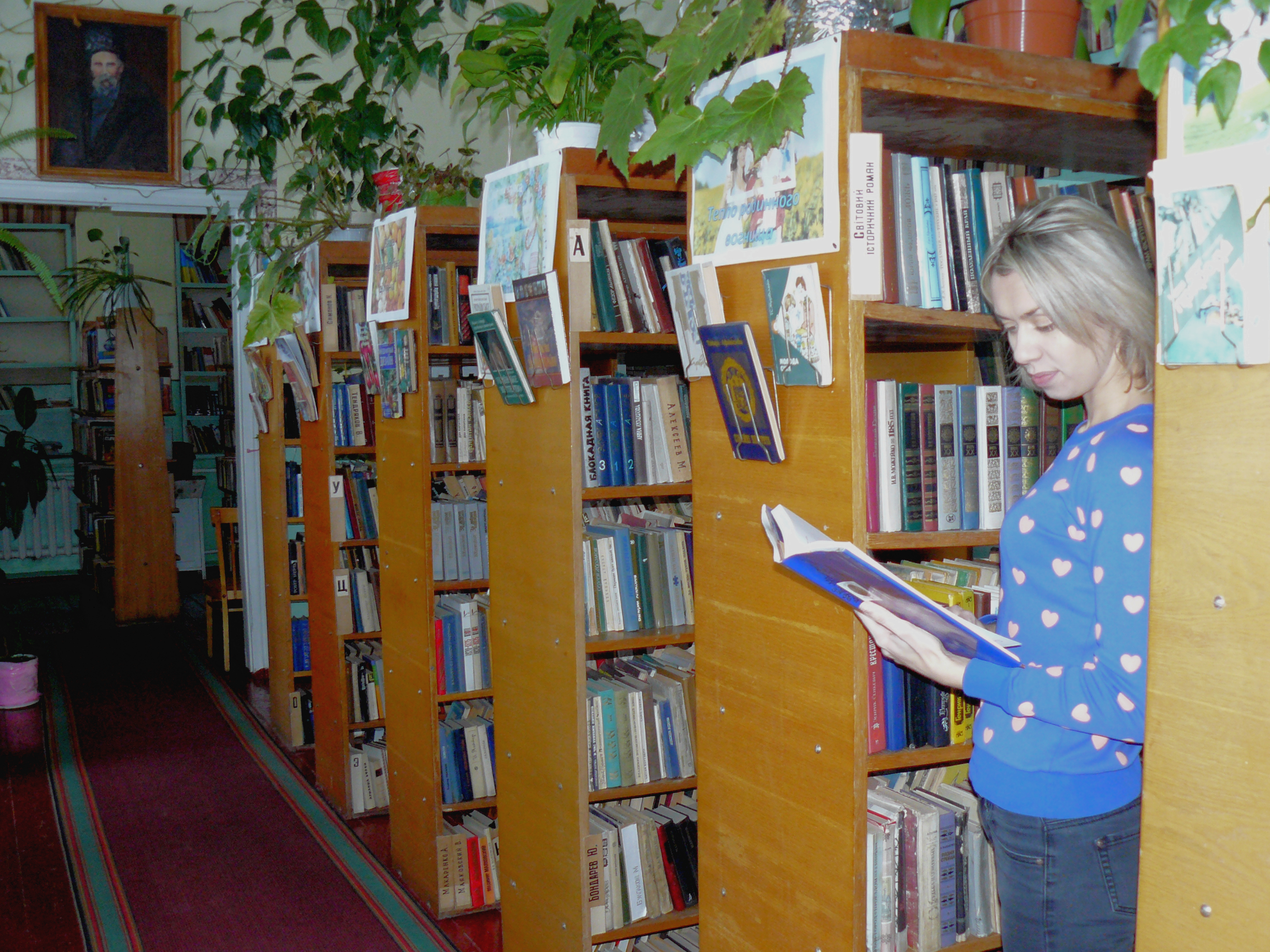
Відділ обслуговування Кодимської центральної районної бібілотеки: читальний зал і абонемент

- Відділ обслуговування - читальний зал і абонемент - безпосередньо працює з читачами. Працівники цього відділу задовольняють різноманітні запити читачів, впроваджують інноваційні форми роботи та проводять цікаві масові заходи.

- СОУП (саморганізуючий учбовий простір) є центром навчання та змістовного дозвілля для юнацтва, дорослих і дітей. Центр облаштований 10 комп’ютерами з доступом до швидкісного Інтернету, проектором, вебкамерою. Регулярно у СОУП проводяться різноманітні масові заходи, лекції, майстер-класи і заняття (з програмування, шахів, англійської та польської мов, рукоділля тощо), демонструються фільми.

## Історія
До 1930 року теперішнє місто Кодима було селом Крутянського району Молдавської Автономної Республіки. У 1930 році районний центр перемістився з Крутих у Кодиму. Крутянський район став Кодимським. Тоді у районному центрі Кодимського району діяла маленька бібліотека, яка містилася в одній кімнаті житлового будинку біля церкви [джерело?]. Також працювала пересувна бібліотека. 
У 1936 році у Кодимі на центральній площі (яка сьогодні є площею Перемоги) був побудований Кодимський районний Будинок культури[джерело?]. На другому поверсі цього Будинку культури було відведено місце для районної бібліотеки. Вона  почала працювати у 1937 році і нараховувала до 30 000 книг[джерело?]. Першою завідувачкою районної бібліотеки була Савушкіна Віра Терентіївна[джерело?]. Відкривалися бібліотеки в багатьох селах Кодимського району. Бібліотеки Кодимщини брали активну участь у суспільному житті району і тісно співпрацювали з місцевими радами і клубами. З перших років своєї діяльності районна бібліотека стала методичним центром публічних бібліотек району. 
У 1937 році Кодима стала селищем міського типу. А у 1940 році Кодимський район було приєднано до Одеської області.
Другою завідувачкою районної бібліотеки була Смілова Ганна Олексіївна, її завідування припало на 1941-1947 роки. Рівно за місяць після нападу гітлерівських військ на Радянський Союз (22 липня 1941 року) Кодима була окупована нацистами. Приміщення районного Будинку культури, у якому знаходилася районна бібліотека, зберіглося, але був розграбований увесь фонд та інвентар бібліотеки, вибиті вікна[джерело?]. 23 березня 1944 року Кодимщина була визволена від окупантів. Почалася відбудова району. З ремонтом бібліотеки допомогли військові, а книги Г.О. Смілова збирала у жителів Кодими[джерело?].
При Кодимській районній бібліотеці був виділений дитячий відділ. Його бібліотекарем була Кожушко Ганна Олексіївна. На початку 1947 року була відкрита Кодимська районна дитяча бібліотека (РДБ)[джерело?]. Кодимські ЦРБ і РДБ завжди тісно співпрацювали і співпрацюють.
У 1947 році завідувачкою Кодимської районної бібліотеки було призначено Задорожну Ганну Іванівну - ветерана Великої Вітчизняної війни, учасника бойових дій. Ганна Іванівна беззмінно керувала бібліотечною системою Кодимського району 36 років (до 1983 року). Під її керівництвом відбувалися відновлення і розвиток бібліотек району[джерело?].
У середині 50-х років у районній бібліотеці працювало 3 працівника. Її книжковий фонд у 1960 році нараховував 16 900 книг. У 1978 році було проведено централізацію бібліотечної системи району. З того часу районна бібліотека називається центральною районною бібліотекою (ЦРБ), а всі сільські бібліотеки району входять до складу Кодимської централізованої бібліотечної системи (ЦБС). У цей період у ЦРБ було відкрито нові відділи: методико-бібліографічний відділ, відділ комплектування і обробки літератури, відділ використання єдиного фонду. Тоді колектив головної бібліотеки Кодимщини поповнився новими фахівцями. В ці роки бібліотекарі відділу комплектування обробляли і відправляли у сільські філії близько 40 000 нових видань книжкової продукції.
5 листопада 1979 року Кодима стала містом. 
З 1983 року Кодимську ЦБС очолювали: Балановська Лідія Потапівна, Василинич Ольга Іванівна, Біла Світлана Іванівна, Паламарчук Наталія Михайлівна, Солоненко Тетяна Володимирівна. З 2007 року на посаду директора централізованої бібліотечної системи призначено Березовську Тетяну Олександрівну.
5 серпня 2016 року на базі Кодимської ЦРБ був відкритий саморганізуючий учбовий простір, який став центром дозвілля для дітей, юнацтва і дорослих. 

## Участь у культурному житті району
З дня заснування бібліотеки її працівники беруть активну участь у культурно-мистецьких заходах міста і Кодимського району. 
З 1974 року при Кодимській районній бібліотеці почав діяти поетичний клуб “Прометей”, який об’єднував літераторів Кодимщини і шанувальників поетичного слова. Це об’єднання створила і очолила журналіст, письменниця, поетеса, активний громадський діяч Поронік Зоя Григорівна. Починаючи з 1978 року головою цього поетичного клубу став історик, поет, активний громадський діяч Надутик Петро Петрович. Він очолював це об’єднання два десятиріччя. Сьогодні Кодимське районне літературне об’єднання носить ім’я П.П. Надутика.
Бібліотекарі Кодимської ЦРБ організовують і проводять виставки робіт місцевих майстрів прикладного мистецтва, приурочені до різних свят.